# Pumanyà
Pumanyà, en documents antics Puigmanyà o Puig Manyà, fou una masia, actualment en ruïnes, del nord-est del terme municipal de Monistrol de Calders, al Moianès, a prop del límit amb Castellcir.
És dalt d'una carena al sud-oest de Colljovà i al nord-oest de Rubió, en el costat meridional del Sot de Pumanyà, per on discorre el torrent de Colljovà. En subsisteixen les parets mestres fins a força alçada, de manera que se'n veu perfectament la planta i la distribució de les dependències. Fou abandonada ja des del segle xviii.